# Stadio Arturo Collana
Lo stadio Arturo Collana è un impianto sportivo polivalente di Napoli; si trova sulla collina del Vomero e, per capacità di spettatori, è il secondo stadio cittadino. La sua capienza attuale è di 8.000 posti. Ospita partite di calcio, football americano e rugby a XV.

## Storia

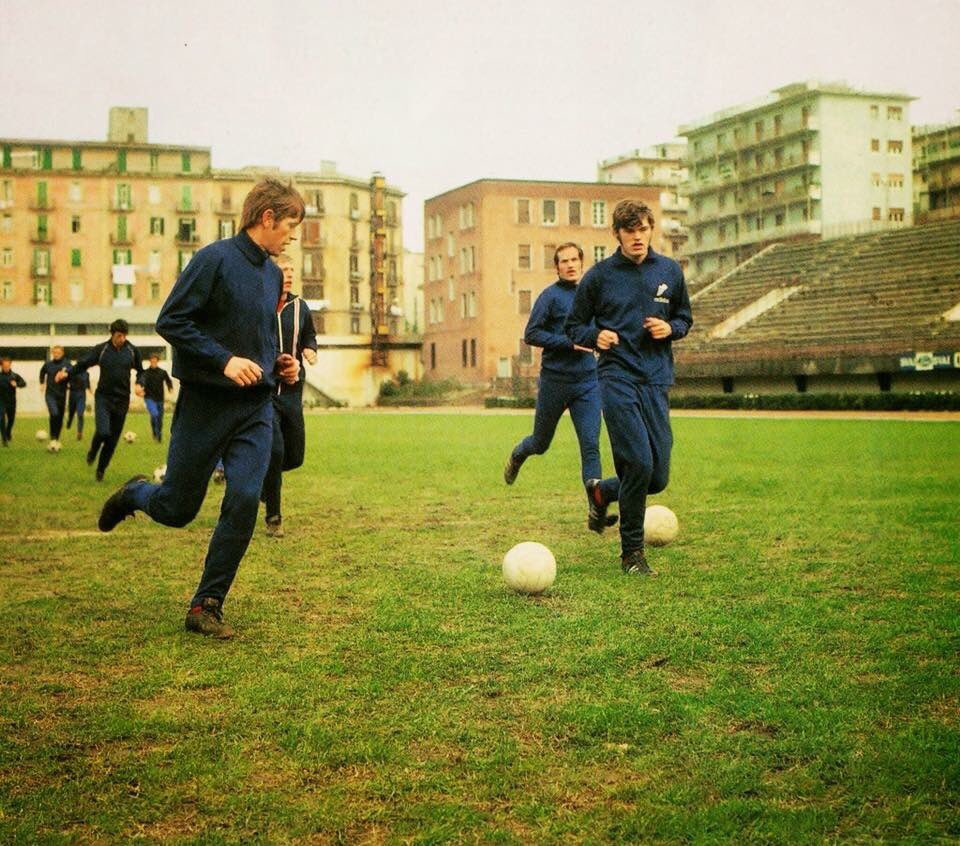
Mühren, Suurendonk, Hulshoff dell'Ajax mentre si allenano al Collana (1969)

Nacque come stadio di calcio alla fine degli anni 1920, e inizialmente prese il nome di Stadio XXVIII Ottobre. Fu denominato anche campo sportivo del Littorio, fu costruito anche grazie a una raccolta fondi pro-stadio.  A quell’epoca i finanziatori locali del quartiere avevano permesso la costruzione di una piccola palazzina che doveva ospitare i calciatori della squadra con le loro famiglie, e solo dopo fu trasformata negli spogliatoi: oggi, quell’antica palazzina, ospita il Liceo Classico Adolfo Pansini. Dall'anno dell'inaugurazione fu utilizzato dalla squadra del quartiere l'Internapoli Football Club fino al 1935 anno in cui la squadra si sciolse. Nel 1964 la squadra fu rifondata e tornò a giocare allo stadio Arturo Collana, fino all'anno 1977 quando la squadra cambiò denominazione e si trasferisce a Posillipo.
Ospitò saltuariamente le partite interne dell'Associazione Calcio Napoli, divenendone in seguito il campo ufficiale durante la stagione 1933-1934 a causa dei lavori di ristrutturazione dello Stadio Giorgio Ascarelli, scelto per ospitare il campionato del mondo 1934.
Nel corso della seconda guerra mondiale il Napoli ritornò a giocare solo nel 1942 e per breve tempo: dopo l'8 settembre 1943 fu requisito dalla Wehrmacht-Heer e utilizzato come campo di concentramento nel quale rinchiudere i napoletani da inviare in Germania, provocando la reazione dei cittadini, sfociata poi nelle Quattro giornate di Napoli.
Nell'immediato dopoguerra l'impianto, ribattezzato per breve tempo Stadio della Liberazione, tornò a ospitare la squadra azzurra, essendo l'unico in città a garantire un minimo di agibilità. Nel 1946, durante la partita Napoli-Bari, alla rete di Lushta, la prima del giocatore albanese coi partenopei, l'esultanza fu tanta e scomposta da provocare il cedimento di un settore della tribuna, col conseguente crollo e un bilancio di 114 feriti.
Il 6 novembre 1955, al termine della partita Napoli-Bologna, vi fu un'invasione di campo che si concluse con un bilancio di circa 160 tra contusi e feriti, di cui otto gravi. Il tumulto scoppiò in seguito al rigore concesso a fine gara a favore del Bologna col conseguente insperato pareggio dei felsinei.
L'utilizzo dello stadio avrebbe dovuto essere una soluzione provvisoria, anche per l'inadeguatezza della capienza, ma tale situazione di precarietà si protrasse invece per 15 anni a causa della distruzione durante la guerra dello Stadio Giorgio Ascarelli nel 1942, fino all'inaugurazione e al trasferimento della squadra nel nuovo Stadio del Sole, poi San Paolo (oggi stadio Diego Armando Maradona), a Fuorigrotta nel 1959. 
Successivamente fu intitolato ad Arturo Collana (26 novembre 1894 - 22 maggio 1959), giornalista sportivo tra i soci fondatori, nel 1946, del Gruppo Napoletano Giornalisti Sportivi, successivamente confluito nell'Associazione (poi diventata Unione) Stampa Sportiva Italiana.
Su tale terreno la Partenope Rugby vinse due campionati italiani consecutivi, nel 1965 e nel 1966.
Completamente ristrutturato negli anni 1970, è diventato un centro sportivo polifunzionale dove si possono svolgere gare di atletica e partite di calcio e di rugby (ha ospitato anche incontri della Nazionale italiana), e contiene anche palestre, una pista di pattinaggio, un club di tennis e una piscina.
La palestra più grande, dotata di spalti, fu il campo di casa della squadra di pallacanestro femminile di serie A1 di Napoli, fino alla chiusura per inagibilità e rischi di crollo. Il parquet del Collana è quello "storico" del Palazzetto dello Sport Mario Argento, teatro dei successi del basket napoletano dei primi anni 1970, trasferito dopo lo smantellamento del palazzetto di Fuorigrotta. Dopo la chiusura della palestra del Collana, che ospitava società di pallacanestro e di pallavolo per allenamenti e partite ufficiali, venne eliminato il soffitto e la palestra divenne campo di calcetto all'aperto (oggi anche questa struttura risulta chiusa al pubblico).
Vi giocò per un certo periodo verso metà anni 1980 anche la Società Sportiva Calcio Campania. Dalla stagione 2012-13 fino al 2016-17 ha ospitato la squadra di calcio femminile di Napoli.
In questa struttura vi è anche la sede del Tennis Club Vomero, che ospita manifestazioni nazionali ed internazionali di tennis.

## Denominazione
Lo stadio ebbe nel tempo le seguenti denominazioni:
- 1925-29 e 1943-45: stadio del Vomero
- 1929-36: stadio XXVIII Ottobre
- 1936-43: stadio del Littorio
- 1945-63: stadio della Liberazione
- dal 1963: stadio Arturo Collana

Con delibera di giunta n. 691 del 13 settembre 2012 il comune di Napoli, gestore dell'impianto, ne approvò il ripristino del nome "Stadio della Liberazione"; la decisione definitiva al riguardo spetta tuttavia alla Regione Campania, proprietaria della struttura.